# Флаг Саратовской области
Флаг Сара́товской области является официальным символом Саратовской области Российской Федерации.

## Описание
Законом Саратовской области от 6 сентября 1996 года «О гербе и флаге Саратовской области» было установлено описание флага Саратовской области:

Статья 8. Флаг Саратовской области представляет собой прямоугольное полотнище из двух горизонтальных полос: нижней — красного цвета и верхней — белого цвета в соотношении ширины полос 1:2, с двухсторонним изображением в центре белой полосы герба Саратовской области. Габаритная ширина изображения герба Саратовской области на флаге Саратовской области должна составлять 1/4 часть длины полотнища флага. Отношение ширины флага к его длине — 2:3.

Законом Саратовской области от 28 мая 2001 года была утверждена новая редакция статьи 8 Закона Саратовской области «О гербе и флаге Саратовской области»:

Флаг Саратовской области представляет собой прямоугольное полотнище из двух горизонтальных полос: нижней — красного цвета и верхней — белого цвета — в соотношении ширины полос 1:2, с двухсторонним изображением в центре белой полосы герба Саратовской области в окружении золотого декоративного венка из дубовых, лавровых ветвей и колосьев, соединённых золотой лентой. Габаритная ширина изображения герба Саратовской области (с венком) на флаге Саратовской области должна составлять 1/4 часть длины полотнища. Отношение ширины флага к его длине — 2:3.

Флаг Саратовской области не внесён в Государственный геральдический регистр Российской Федерации из-за несоответствия требованиям Геральдического совета при Президенте Российской Федерации.
В 2005—2007 годах комиссия по геральдике Саратовской области рассматривала варианты проектов нового флага Саратовской области, но продолжения работа не получила.